# 圭巴卫矛
圭巴卫矛（Goupia glabra）是毛药树科（以前被归入卫矛科）的一种开花植物。它原产于南美洲热带地区，在巴西北部、哥伦比亚、法属圭亚那、圭亚那、苏里南和委内瑞拉均有分布。
该物种的其他名称包括Saino、Sapino（哥伦比亚）、Kopi（苏里南）、Kabukalli（圭亚那）、Goupi、bois-caca（法属圭亚那）、Pasisi（Wayampi语）、Pasis（Palikur语言）、Kopi（Businenge语）、Cupiuba（巴西）。

## 描述
圭巴卫矛是一种大型快速生长的树木，可长到50米高，树干直径可达1.3米，底部直径可达2米，树皮粗糙，呈银灰色至红灰色。它通常是常绿数，但在旱季可以落叶。叶子是互生的，为宽披针形，有一个完整的边缘和一个具有复杂维管系统的叶柄。花很小，呈黄绿色，有五个萼片和花瓣；它们成簇生长，由风授粉。果实是一个橙红色的浆果状核果，直径5毫米，含有5-10颗种子；种子被各种鸟类（包括伞鸟、鸽子、唐纳雀、鸫和咬鹃）食用，这些鸟类会通过粪便散播种子。